# Helmut Hudel
Helmut Hudel (Raunheim, 4 luglio 1915 – Francoforte sul Meno, 11 marzo 1985) è stato un ufficiale tedesco, comandante di reparti corazzati della Wehrmacht, altamente decorato, si distinse alla guida dei panzer sul fronte russo, in Tunisia, in Italia ed infine sul fronte occidentale, fino al termine della seconda guerra mondiale.

## Biografia

### Con la 10. Panzer-Division sul fronte russo e in Tunisia
Nato a Raunheim, nell'Assia, il giovane Helmut Hudel entrò nel nuovo esercito tedesco creato dopo la sconfitta nella prima guerra mondiale nel 1934 arruolato nel Kraftfahr Abteilung 5, teoricamente una unità logistica da trasporto ma in realtà uno dei nuovi reparti organizzati sotto denominazioni fittizie per sperimentare le nuove tecniche di guerra mobile con mezzi motorizzati o meccanizzati, secondo le teorie rivoluzionarie in fase di studio nei comandi tedeschi.
Considerato capace e molto promettente, Hudel frequentò i corsi per ufficiali dell'accademia militare, divenne Leutnant nel 1936 e venne ben presto inserito nei quadri delle nuove Panzertruppen, le forze corazzate della Wehrmacht, nel 7. Panzer-Regiment che avrebbe fatto parte della nuova 10. Panzer-Division (costituita nel 1939 durante la campagna di Polonia). Dopo una breve partecipazione a questa campagna, Hudel, promosso Oberleutnant, venne ritirato dal servizio attivo sul campo ed assegnato allo staff della Kriegsschule di Potsdam dove rimase fino alla fine del 1940, non prendendo quindi parte alla vittoriosa campagna di Francia del 1940.
Helmut Hudel rientrò in azione nel 1941 durante l'Operazione Barbarossa, alla testa di una plotone di carri armati della 10. Panzer-Division (schierata nel settore centrale del fronte) e si mise immediatamente in evidenza per abilità e slancio, partecipando agli aspri scontri delle sacche di Minsk-Bialystock e di Smolensk. Durante questi drammatici combattimenti la 10. Panzer-Division fu spesso in prima linea e il giovane ufficiale prese parte a numerose battaglie per contrastare i continui contrattacchi delle forze mobili sovietiche.
La 10. Panzer-Division venne impegnata anche durante la battaglia di Mosca e Hudel avanzò con i suoi panzer fino alle porte della capitale prima di essere impegnato negli strenui combattimenti dell'inverno 1941-1942 che misero a dura prova l'Esercito tedesco. Promosso Hauptmann e comandante di compagnia, e assegnato ad un Kampfgruppe improvvisato per rafforzare la 20. Panzer-Division, Hudel dimostrò resistenza, coraggio e capacità raccogliendo grandi elogi per i risultati raggiunti e ricevendo la famosa Winterschlacht Im Osten (la medaglia assegnata ai soldati che avevano partecipato ai durissimi combattimenti del primo inverno in Russia) e soprattutto la Croce di Cavaliere della Croce di Ferro il 27 maggio 1942, per il valore dimostrato nei disperati scontri difensivi a Vjaz'ma. La 10. Panzer-Division venne decimata durante la battaglia d'inverno e venne quindi ritirata, all'inizio dell'estate, in Francia per essere ricostituita e il capitano Helmut Hudel seguì la sua divisione in questo periodo di ricostituzione e riposo all'ovest.

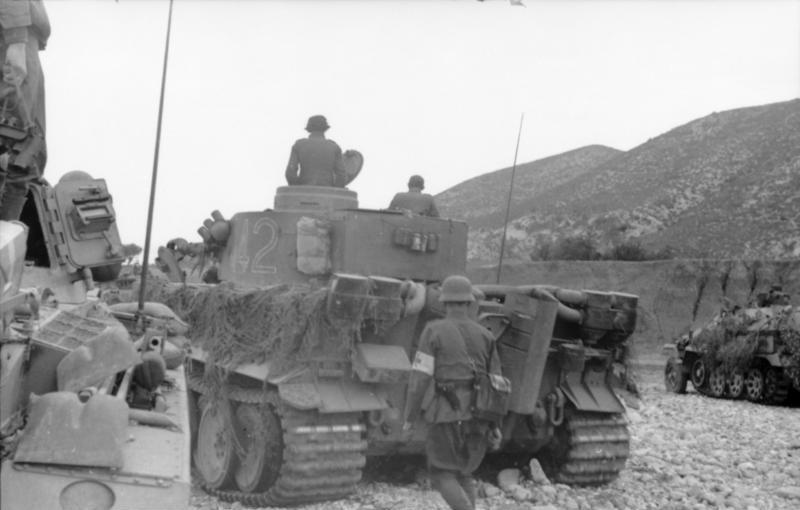
Carri Tiger in marcia in Tunisia, teatro di alcuni dei maggiori successi di Helmut Hudel

Nel novembre 1942 la 10. Panzer-Division (riequipaggiata con 159 carri armati moderni) venne precipitosamente trasferita in Tunisia per contrastare le ingenti forze alleate sbarcate in Algeria e Marocco. La divisione venne immediatamente impegnata in azione e Helmut Hudel, ora al comando del I Abteilung (battaglione) del 7. Panzer-Regiment, guidò subito il primo contrattacco contro le pericolose forze meccanizzate nemiche. Posto alla testa del cosiddetto Kampfgruppe Hudel (con una cinquantina di panzer) sferrò con notevole abilità il contrattacco (insieme al Kampfgruppe Lueder, equipaggiato anche con tre Panzer VI Tiger I) nel settore di Tebourba che sbaragliò, nei primi giorni di dicembre 1942, le avanguardie anglo-americane e permise di bloccare l'avanzata nemica e stabilizzare momentaneamente il fronte.
Dopo questa prima vittoria il battaglione di carri di Hudel (ora inserito nel Kampfgruppe Gerhardt) fu sempre in prima linea e il capitano partecipò ancora a febbraio 1943 alle spettacolari vittorie contro le inesperte forze americane a Sidi Bou Zid ed a Kasserine, e quindi alla fallita offensiva di Médenine sul fronte del Mareth. Nelle settimane seguenti il capitano Hudel continuò a battersi coraggiosamente, con i pochi panzer rimasti, ma la schiacciante superiorità alleata costrinse le forze dell'Asse a ripiegare lentamente su una testa di ponte sempre più ristretta.
Il 2 aprile 1943 il capitano Hudel, per il valore dimostrato in Tunisia, ricevette le Foglie di Quercia per la sua Croce di cavaliere. Considerato uno dei migliori comandanti di panzer, il capitano venne evacuato nei giorni finali della resistenza in Tunisia per evitarne la cattura insieme ad altri specialisti, mentre la gran parte delle forze italo-tedesche, compresi i resti della 10. Panzer-Division, fu costretta alla resa entro il 12 maggio 1943.

### In Italia e sul fronte occidentale
Ritornato fortunosamente in patria, Helmut Hudel fu assegnato, insieme ad altri giovani e capaci ufficiali delle Panzertruppen al comando di uno dei nuovi battaglioni di carri pesanti equipaggiati con i temibili carri Tiger. Hudel prese il comando dello Schwere Panzerabteilung 508 che, dopo un periodo di equipaggiamento e addestramento, venne inviato alla fine del 1943 sul fronte italiano, terreno peraltro non molto adatto a questi pesanti e poco mobili mezzi corazzati.

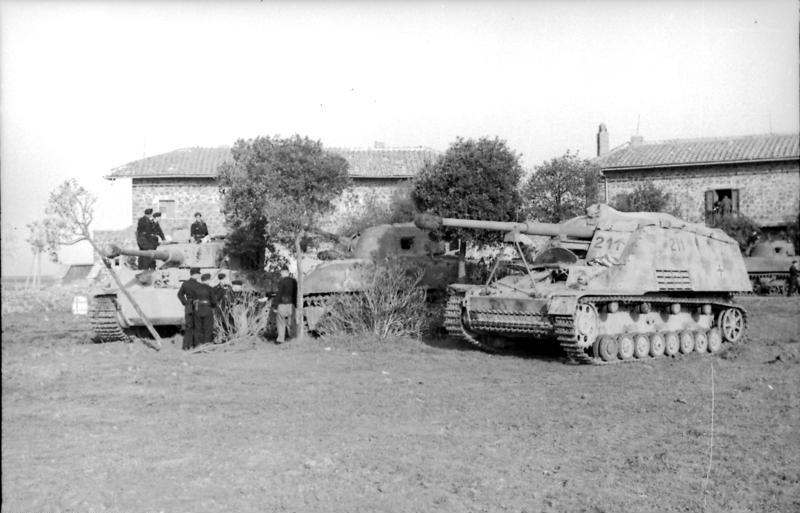
Mezzi corazzati pesanti dello Schwere Panzerabteilung 508 in Italia nel 1944.

Helmut Hudel, ora con il grado di major, guidò i suoi Tiger nel contrattacco sul fronte di Anzio nel febbraio 1944, ma nella circostanza i risultati furono deludenti; afflitti da gravi problemi di efficienza meccanica e da continue avarie, bersagliati dal fuoco delle artiglierie navali alleate, i Tiger di Hudel subirono molte perdite e ottennero risultati limitati. Durante la ritirata tedesca seguita allo sfondamento alleato sul fronte di Cassino il reparto del maggiore Hudel, nonostante qualche successo, dovette abbandonare la gran parte dei suoi carri per problemi tecnici e rimase quasi privo di mezzi; lo stesso Hudel venne criticato e richiamato in patria (alla fine del 1944) per assumere il comando del battaglione di rimpiazzo e addestramento della divisione Grossdeutschland, un incarico non operativo.
Dopo questo periodo in seconda linea, Helmut Hudel venne inviato nuovamente al fronte nel febbraio 1945 e assegnato alla guida del Panzer-Lehr Regiment, il reparto corazzato della famosa Panzer-Lehr-Division, impegnata nei difficili combattimenti sul fronte occidentale. Il maggiore partecipò con i panzer della divisione ai duri combattimenti contro le truppe britanniche nel Reichwald in Renania, e inflisse dure perdite ai reparti nemici; infine in marzo la Panzer-Lehr Division venne richiamata più a sud per cercare di contrattaccare nel settore di Remagen e impedire l'irruzione americana dalla cruciale testa di ponte sul Reno.
Hudel venne messo al comando di un cosiddetto Panzergruppe Hudel equipaggiato con una congerie di mezzi corazzati pesanti e sferrò vari contrattacchi che tuttavia non poterono trattenere a lungo le soverchianti forze nemiche. Il Panzergruppe Hudel ripiegò quindi nella regione della Ruhr e rimase bloccato insieme all'intero Gruppo d'armate B nella grande sacca di accerchiamento della Ruhr. Il reparto, ridotto a soli 15 panzer, prese parte agli ultimi combattimenti nella sacca, conclusisi il 17 aprile 1945 con la resa di tutte le forze tedesche. Il maggiore Hudel cadde quindi prigioniero, insieme alle sue truppe e agli ultimi carri del Panzerlehr rimasti all'interno della regione della Ruhr.
Dopo la guerra Helmut Hudel si ritirò a Francoforte, dove è deceduto nel 1985 all'età di 69 anni. Ufficiale brillante e valoroso, abile comandante di truppe corazzate (come dimostrò soprattutto all'est e in Tunisia), Helmut Hudel fece parte di quella numerosa schiera di giovani capi delle Panzertruppen che durante la guerra permisero alle forze corazzate tedesche, spesso molto inferiori di numero, di avere il sopravvento sul nemico e di ritardare fino all'ultimo la sconfitta del Terzo Reich.